# 德贾动物保护区
德贾动物保护区，又译作贾河动物保护区，是喀麦隆的一个动物保护区。联合国教科文组织于1987年将其列入世界遗产名录，保护区内大部分地区未被人类影响，主要为热带雨林。

## 地理
德贾河流经保护区，面积5260平方千米。当地的气候是热带雨林气候，全年高温多雨，最冷月为8月。

## 生物
保护区内拥有超过1,500种植物、107种哺乳动物、超过320种鸟类。

## 登录基准
该世界遗产被认为满足世界遺產登錄基準中的以下基準而予以登錄：
- （ix）在陆上、淡水、沿海及海洋生态系统及动植物群的演化与发展上，代表持续进行中的生态学及生物学过程的显著例子。
- （x）拥有最重要及显著的多元性生物自然生态栖息地，包含从保育或科学的角度来看，符合普世价值的濒临绝种动物种。